# Pallium

Pallium

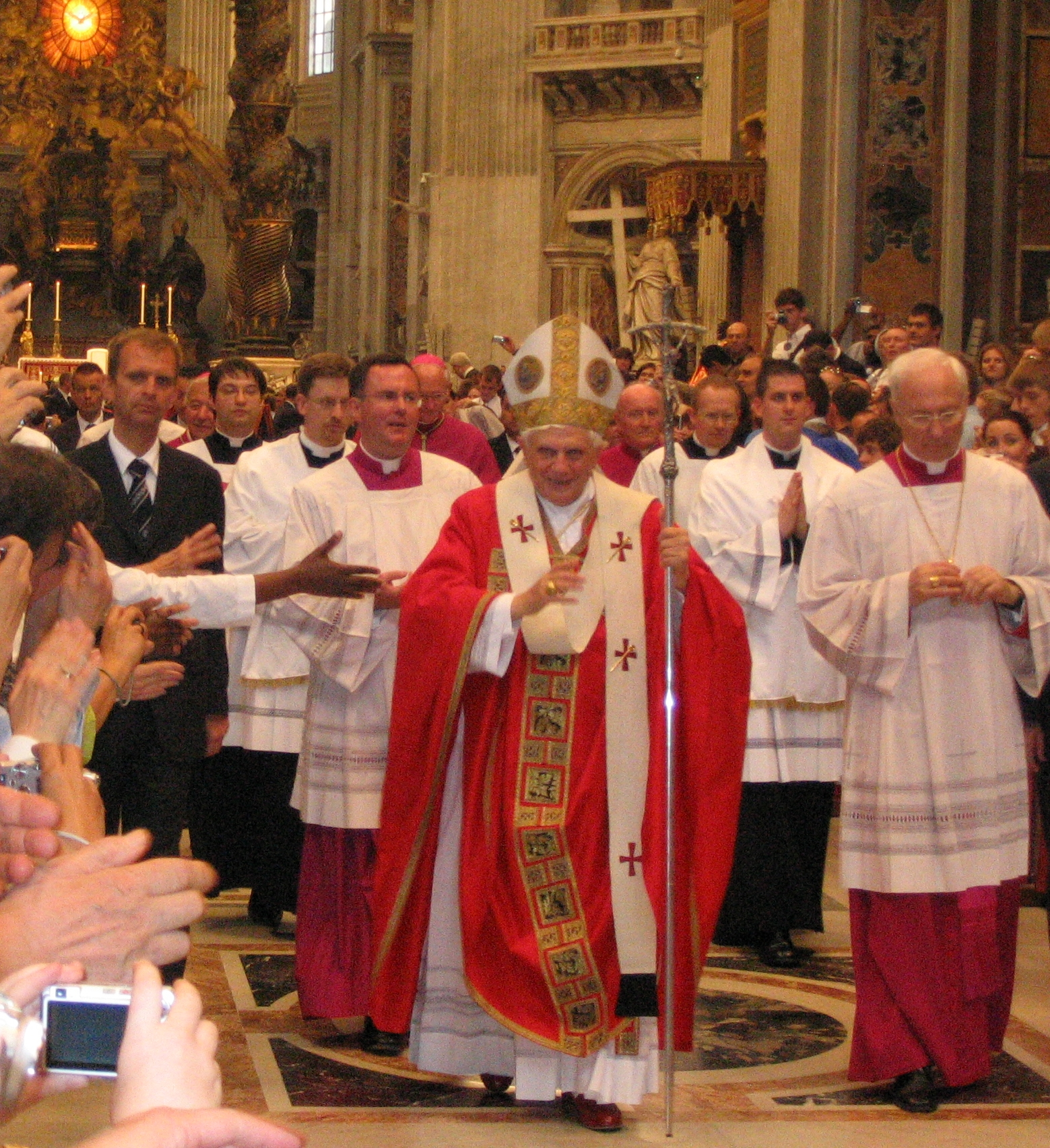
Papež Benedikt XVI. s papežským palliem s červenými kříži

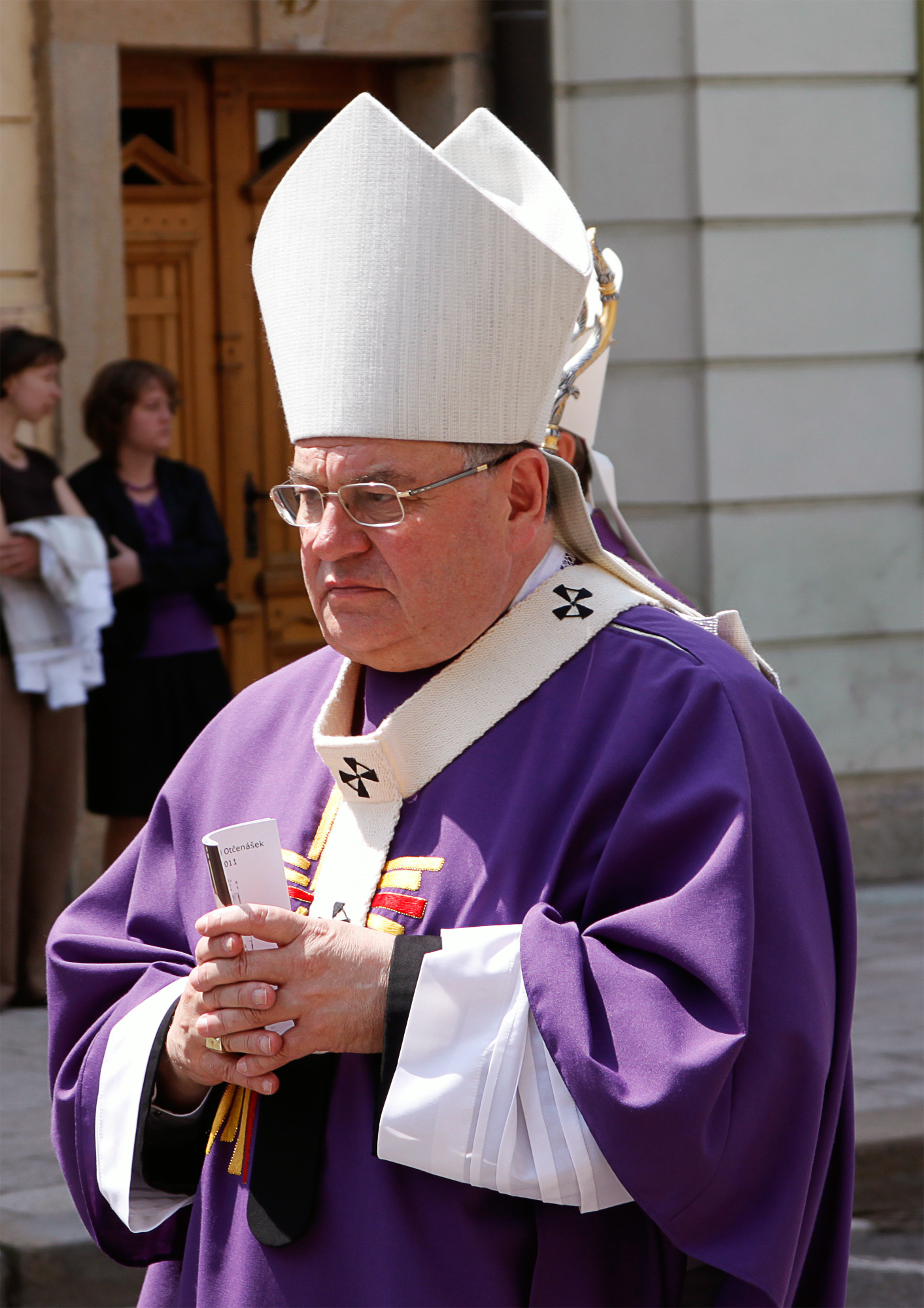
Dominik kardinál Duka emeritní arcibiskup pražský a metropolita český se svým palliem

Pallium (též počeštěně palium) je insignií užívanou v římskokatolické církvi. Obléká se kolem krku, dva volné konce pak splývají po hrudi a zádech. Vyrábí se z vlny beránků posvěcených papežem na svátek sv. Anežky Římské, chovaných v římském klášteře Tre Fontane a ostříhaných na Velký pátek. Nová pallia papež světí na svátek sv. Petra a sv. Pavla. Pallium vlastně symbolizuje jehně, které kolem krku nese Dobrý pastýř.

## Užití
Tato insignie přísluší jednak papeži, který ji smí nosit kdekoliv, jednak arcibiskupu-metropolitovi, který je smí nosit pouze v rámci své církevní provincie (tedy na území své arcidiecéze a sufragánních diecézí). Smí tak ale činit až teprve poté, co mu je papež (nebo jím určená osoba) předá.

## Výjimky
Jan Pavel II. a Benedikt XVI. učinili v pravidle předávání pallia výjimku, když oba udělili pallium děkanům sboru kardinálů, ačkoliv ti byli pouze titulární biskupové (v případě Jana Pavla II. šlo právě o kardinála Ratzingera, budoucího Benedikta XVI., ten sám pak jako papež pallium udělil kardinálu Sodanovi).
Další výjimkou je např. trnavský arcibiskup Ján Sokol. Ten byl arcibiskupem bratislavsko-trnavským a metropolitou západoslovenským, když papež Benedikt XVI. rozhodl o reorganizaci církevní správy na Slovensku a rozdělil arcidiecézi na metropolitní arcidiecézi bratislavskou a sufragánní arcidiecézi trnavskou. Arcibiskup Ján Sokol byl jmenován arcibiskupem trnavským a jakožto zvláštní výsadu obdržel právo nosit pallium ad personam. Obdobné právo získal arcibiskup z Cambrai Mons. Garnier, který po reorganizaci francouzské církve sice zůstal arcibiskupem, avšak sufragánním k nově vytyčenému metropolitnímu arcibiskupství v Lille.  
Výjimkou jsou také biskupové tarbesko-lurdské diecéze, kteří smí na základě buly Postquan Sexaginta papeže Benedikta XV. nosit pallium na území města Lurdy. 
Dle zvláštního privilegia se na některých místech užívá rationale neboli superhumerál, který je obdobou a hierarchickým ekvivalentem pallia.